# Affaire Stavisky

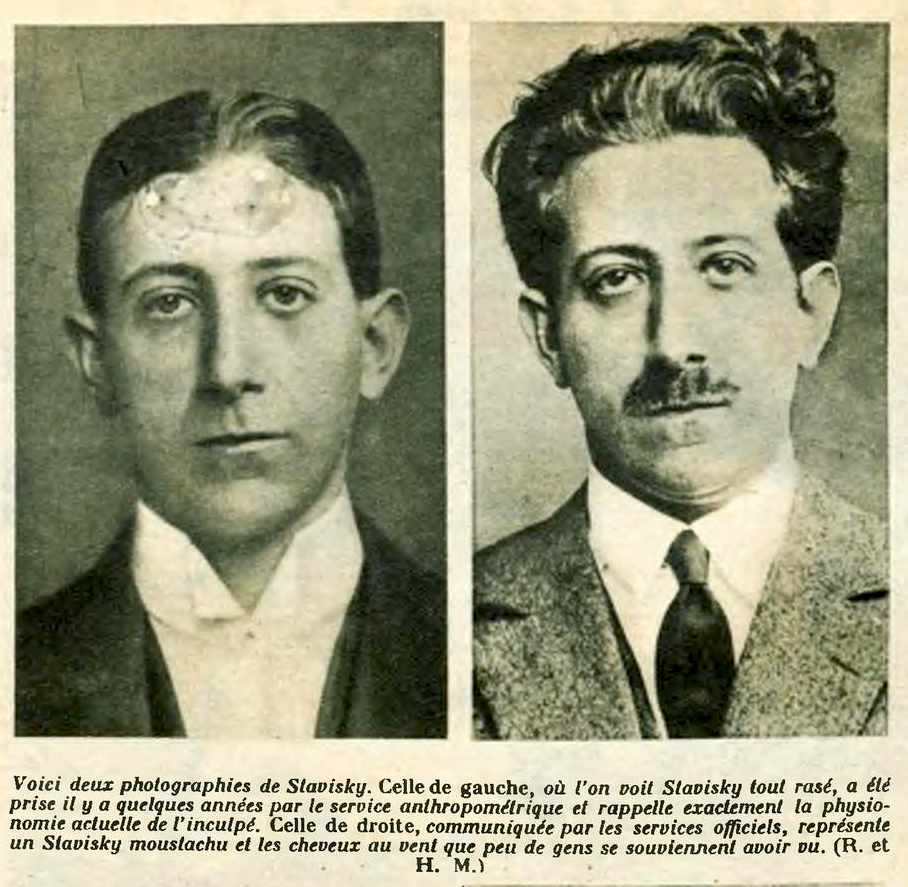
Les visages d'Alexandre Stavisky : à gauche, une photographie d'anthropométrie judiciaire où il a l'apparence sous laquelle il est le plus connu ; à droite, le visage composé pour se dissimuler et brouiller les pistes vers 1926.

Pour les articles homonymes, voir Stavisky.
L'affaire Stavisky est une crise politico-économique française survenue en janvier 1934 succédant au suicide, que beaucoup n'ont pas reconnu comme tel, d’Alexandre Stavisky. 
Ce scandale symbolise la crise d'un régime instable soupçonné de corruption et contribue à la chute du deuxième gouvernement de Camille Chautemps et au déclenchement des émeutes antiparlementaires du 6 février 1934.

## Faits
Le 23 décembre 1933, sur ordre du sous-préfet Joseph, Gustave Tissier, le directeur du Crédit municipal de Bayonne, est arrêté pour fraude et mise en circulation de faux bons au porteur pour un montant de 261 millions de francs. L'enquête met rapidement en évidence que Tissier n'est que l'exécutant du fondateur du Crédit communal, Serge Alexandre Stavisky, qui a organisé cette fraude (lui permettant de détourner plus de 200 millions de francs) par le système de Ponzi, sous la surveillance complice du député-maire de Bayonne, Dominique-Joseph Garat qui, bénéficiant de circonstances atténuantes, est ensuite condamné à deux ans de prison. Stavisky avait été poursuivi pour fraude à plusieurs reprises au cours des années précédentes et relaxé 19 fois. À la suite de cette arrestation et en raison des liens étroits existant entre ces escrocs et des personnalités (voir ci-dessous), le sous-préfet Antelme est démis de ses fonctions[réf. à confirmer].

## Relations
L'enquête, menée tambour battant notamment par Albert Prince, chef de la section financière du parquet de Paris, permet de découvrir les nombreuses relations entretenues par l'escroc dans les milieux de la police, de la presse et de la justice : le député Gaston Bonnaure, le sénateur René Renoult, le ministre des Colonies et ancien ministre de la Justice Albert Dalimier, les directeurs de journaux Dubarry et Aymard ont profité de ses largesses en échange de leur appui ; le procureur général Pressard, beau-frère du président du Conseil Camille Chautemps, a fait en sorte que Stavisky voie son procès indéfiniment reporté. Beaucoup de personnalités ont été du dernier bien avec « le beau Sacha » et comptent sur son silence, de sorte que lorsque la police retrouve Stavisky agonisant dans un chalet de Chamonix, le 8 janvier 1934, on se demande à qui le suicide ou le crime (les circonstances de la mort étant mystérieuses) profite le plus. Le Canard enchaîné titre : « Stavisky se suicide d'un coup de revolver qui lui a été tiré à bout portant » ou encore « Stavisky s'est suicidé d'une balle tirée à 3 mètres. Voilà ce que c'est que d'avoir le bras long ». Les socialistes ayant mis comme condition pour leur soutien au gouvernement la révocation du préfet de police de Paris Jean Chiappe, le radical Édouard Daladier, nouveau président du Conseil, le démet le 3 février 1934, l'accusant notamment d'avoir freiné l'instruction de l'affaire Stavisky.
La découverte du corps déchiqueté d'Albert Prince le 20 février 1934 ne fait que renforcer la polémique, même si les circonstances de sa mort ne sont pas élucidées. L'inspecteur Pierre Bonny arrête en effet à tort trois caïds du milieu marseillais (Paul Carbone, François Spirito et Gaëtan de Lussats). En 1944, Bonny « aurait déclaré au matin de son exécution que Prince avait été assassiné parce qu'il détenait des documents compromettants ».

## Tentative d'innocenter les politiciens par un historien britannique
Stavisky aurait été couvert par des politiques. De fait, cette affaire a déclenché une grande polémique sur le degré de complicité des parlementaires, polémique comparable au scandale de Panama.
Cependant, selon un historien britannique, Paul Jankowski conclut « qu'il ne faut pas mésestimer la dimension imaginaire de cette affaire », l'impunité dont a longtemps bénéficié Stavisky tenant davantage à l'absence de moyens et à l'engorgement de la justice de l'époque qu'à ses supposées protections, mais il reconnaît que « la puissance de la fonction élective sut mettre un terme aux tressaillements ou timides velléités de la justice » et que « les députés multipliaient les abus de pouvoir, tandis que l'administration sacrifiait son autonomie pour maintenir son rang ».
De même, toujours selon ce même historien britannique, Jankowski, la théorie de l'assassinat de Stavisky se heurterait à l'ampleur considérable du complot qu'il aurait fallu mettre en œuvre. Toujours selon lui, « les complicités de Stavisky sont au total plutôt issues des professions libérales. Les politiques n'ont donc pas été aussi impliqués qu'on se l'est imaginé et les élites de la IIIe République, si elles ont été négligentes et ont commis des erreurs, n'ont pas particulièrement failli ».

## Les soupçons d'André Tardieu concernant le parti-radical socialiste
André Tardieu, ancien président du Conseil, relève, en 1936, une coïncidence chronologique étonnante : pendant que l'escroquerie de Stavisky avait lieu, le parti radical-socialiste, à la fois, achète un superbe immeuble place de Valois, à Paris, et supprime le paiement des cotisations de ses adhérents, cotisations qui constituaient, officiellement, la seule ressource financière du parti.

## Conséquences
En révélant que Stavisky était déjà poursuivi par la justice, poursuites étouffées sur intervention de ministres ou de parlementaires corrompus, l'affaire déclenche un scandale politique. Les adversaires du gouvernement affirment que cette mort profite le plus à la gauche, aux radicaux dont le président du Conseil Chautemps. Ils affirment également que Stavisky était lié avec certains parlementaires radicaux, avec le préfet de police, Jean Chiappe, et que son avocat était le propre frère de Chautemps.
L'escroc ayant été retrouvé à Chamonix tué d'une balle de revolver, il n'en fallut pas davantage pour qu'on accusât le gouvernement de l'avoir fait disparaître. L'antiparlementarisme se déchaîne. Dans la rue, les manifestations des « Camelots du roi » se mêlent aux discours, et à la Chambre, il y a Philippe Henriot. André Tardieu publie une liste fantaisiste de parlementaires ayant « touché », qui rappelait les « chéquards » de l'affaire de Panama. Léon Daudet dénonça en Chautemps le chef d'une bande de voleurs et d'assassins. Les adversaires du régime voyaient dans cette affaire une nouvelle preuve de son abaissement. Le scandale saisit le pays, encore plus violent que celui occasionné par l'affaire Hanau ou encore l'affaire Oustric.
Il aboutit à l'émeute du 6 février 1934. Daudet inventa à l'occasion de cette affaire le néologisme de « stavisqueux » pour désigner les complices ou prétendus complices de Stavisky. À l'antiparlementarisme, il faut ajouter un regain de la propagande antisémite, en raison du fait que Stavisky était juif. Survenant dans cette atmosphère troublée, la démission du ministre Albert Dalimier, compromis dans le scandale, ne pouvait qu'entraîner le retrait du cabinet Chautemps tout entier.

## Au cinéma
- Stolen Holiday, un film américain de Michael Curtiz, sorti en 1937, avec Claude Rains.
- Stavisky, un film français d'Alain Resnais sorti en 1974. Jean-Paul Belmondo y interprète le rôle-titre.
- Stavisky, l'escroc du siècle, un téléfilm français de Claude-Michel Rome, diffusé en 2016, avec Tomer Sisley dans le rôle-titre.